# Коничноноса триатома
Коничноносите триатоми (Triatoma sanguisuga) са вид насекоми от семейство Reduviidae.
Таксонът е описан за пръв път от Джон Лорънс Леконт през 1855 година.